# 2024年莫桑比克大选
2024年莫桑比克大选是2024年10月9日莫桑比克舉行的总统选举、共和国议会250名议员改選以及10个省议会议员改選。
莫桑比克執政黨莫桑比克解放阵线党宣布該黨候選人丹尼尔·查波赢得总统選舉，但莫桑比克的反對派以及欧洲联盟對選舉結果提出质疑，与此同时，选举结果引发了大规模抗议活动，造成至少250人死亡，其中大部分遇難者是被警察和军队杀害的示威者 。